# Le Prince Balthazar Carlos avec un nain
Le Prince Balthazar Carlos avec un nain est une huile sur toile peinte en 1631 par Diego Velázquez. Elle représente le prince héritier Balthazar Charles d'Autriche avec un nain et est exposée au Musée des beaux-arts de Boston depuis 1901.

## Description
Dans ce portrait, le prince paraît vêtu avec un uniforme de capitaine général, adapté à sa condition d'enfant, mais avec le ruban, le bâton à main droite, et l'épée.
Le nain porte une pomme et un hochet, éléments puérils qui peuvent laisser comprendre que l'héritier de la monarchie la plus puissante d'Europe n'a pas besoin de jouets, mais d'instruction militaire et d'une formation pour pouvoir gouverner ses sujets.
La position statique du prince et le dynamisme du personnage du nain font penser à certains spécialistes que le personnage de Balthazar Carlos était destiné à être seul sur la toile, avant que son bouffon ne revienne le contempler.